# Шарл Бопре Ботан
Шарл Бопре Ботан (фр. Charles-François Beautemps-Beaupré; Невил о Пон, 6. август 1766 — Париз, 16. март 1854) је био француски хидрограф. У тихоокеанској експедицији (1791 — 1796) вршио је астрономска и геодетска истраживања, мерио магнетну деклинацију и применио нов рачунски метод код премера обала. Његово најважније дело је Voyages d'Entrecasteaux envoyé à la recherche de La Pérouse из 1808. Помогао је Наполеону приликом његовог плана да изгради ратну луку на Шелди тако што је извршио премеравање обалског подручја између Денкерка и ушћа Лабе.